# Mitsui Rail Capital Europe
Mitsui Rail Capital Europe BV (MRCE) è stata fondata nell'ottobre 2004 e aveva sede ad Amsterdam, controllata dalla Mitsui & Co., Ltd., con sede in Giappone e Mitsui & Co. Europe plc. con sede nel Regno Unito. Da agosto 2023 fa parte di Beacon Rail con sede a Londra.
La principale attività della ex MRCE ora Beacon nel continente europeo è l'affitto di locomotive in Europa principalmente per il trasporto ferroviario di merci, in particolare alle nuove società ferroviarie private, nate in seguito alla liberalizzazione del trasporto ferroviario.

## MRCE Dispolok
Nel Settembre 2006, in seguito ad una crescita significativa, Mitsui Rail Capital ha acquisito Siemens Dispolok GmbH con sede a Monaco di Baviera. Siemens Dispolok Ltd. (abbreviazione: Dispolok) era una società di leasing di locomotive interamente controllata da Siemens Transportation Systems che offriva locomotive a noleggio agli operatori ferroviari europei. L'azienda è stata originariamente fondata come Siemens Dispolok GmbH il 2 gennaio 2001 diventando una compagnia ferroviaria indipendente da Siemens Transportation Systems dal luglio 2002.
L'acquisizione da parte di Mitsui Rail Capital Europe (MRCE) è avvenuta il 21 settembre 2006 durante manifestazione fieristica InnoTrans di Berlino che si tiene ogni due anni nella capitale tedesca. Con l'acquisizione di Dispolok, Mitsui si impegnava all'acquisto di 50 locomotive elettriche da Siemens che poteva continuare a concentrarsi sulla costruzione e vendita e non sul noleggio.
Con delibera dell'assemblea degli azionisti del 24 gennaio 2008 la società è stata ridenominata MRCE Dispolok. L'integrazione è stata completata il 1 aprile 2008, quando MRCE ha rilevato tutte le azioni della controllata. Con una delibera degli azionisti del 7 marzo 2013, la società MRCE Dispolok è stata rinominata Mitsui Rail Capital Europe GmbH. Sebbene tutte le società del gruppo Mitsui lavorino indipendentemente l'una dall'altra, Mitsui Rail Capital Europe BV e Mitsui Rail Capital Europe GmbH si completano a vicenda. Mentre MRCE BV assume il leasing operativo e conclude anche contratti con i costruttori di materiale rotabile, la società MRCE GmbH con sede a Monaco si occupa del servizio e della manutenzione delle locomotive in leasing. L'azienda è anche responsabile dei processi logistici in Europa. Il Gruppo MRCE è la più grande società di noleggio di locomotive dell'Europa centrale. I suoi clienti sono aziende ferroviarie statali e private dell'industria e dei trasporti, principalmente in Germania, Austria e Italia, ma anche in altri paesi dell'Europa centrale e orientale.
Nell'agosto 2023 iniziano le pratiche per il passaggio di proprietà alla Beacon Rail, azienda di noleggio locomotive facente parte del colosso JPMorgan Chase che opera in 17 Paesi europei sia nel settore passeggeri che quello intermodale.
Il passaggio successivo, l'acquisto del 100% avverrà dopo l'approvazione dell'Autorità Europea per la concorrenza.
Le locomotive noleggiate da MRCE hanno una livrea nera molto insolita in un'area in cui la visibilità è una misura di sicurezza passiva.

### Materiale rotabile
Nel 2007, il parco locomotive MRCE Dispolok comprendeva circa 150 macchine di Bombardier Transportation, Siemens Transportation Systems e Vossloh.
Il parco locomotive è costituito da:
- Bombardier TRAXX (BR 145, F140 AC, F140 AC2, F140 MS);
- Siemens EuroSprinter (ES 64 F4) e Vectron, alcune delle quali ereditate da Dispolok;
- Vossloh G1000, G1206, G1700, G 2000;

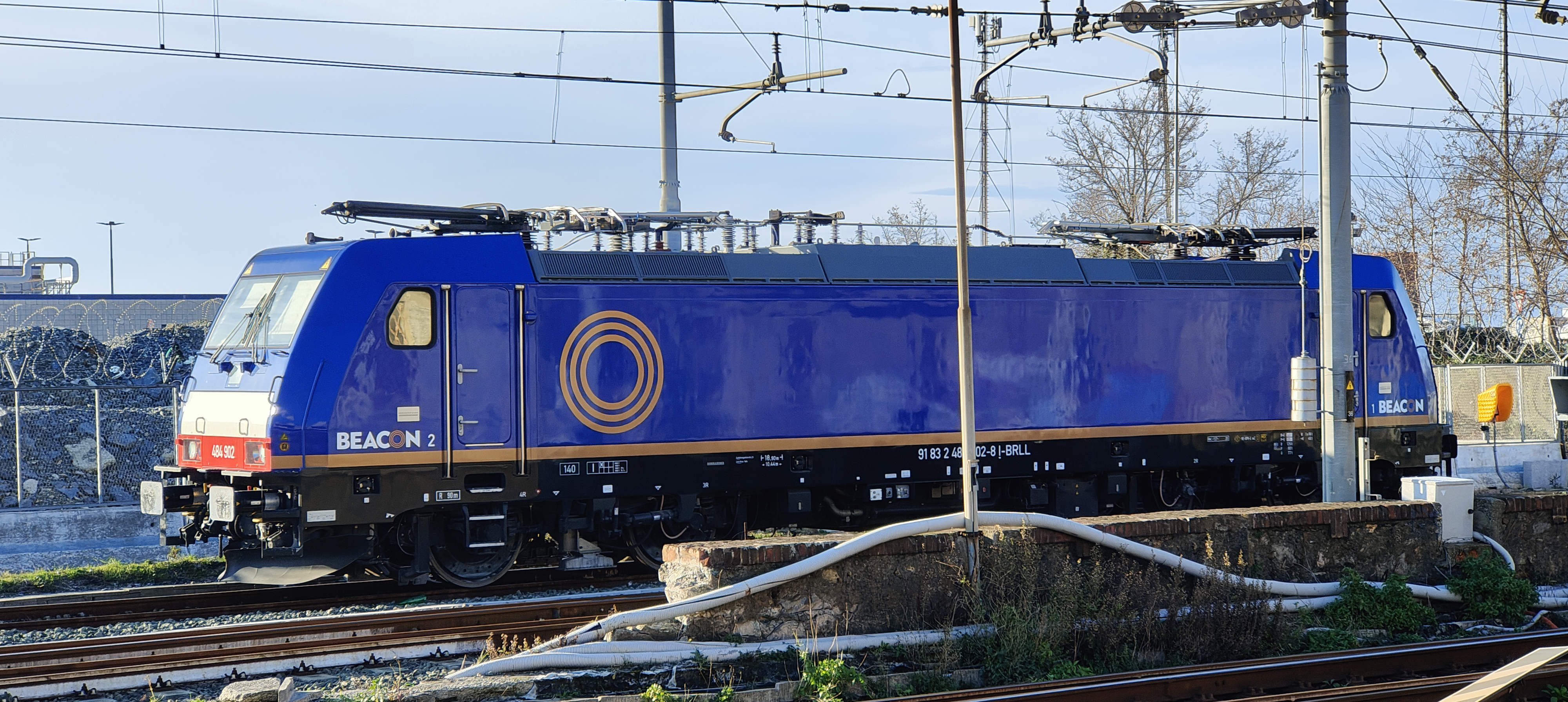
La 484.902 Beacon a Voltri

- EMD JT42CWR (Classe 66).

## Italia

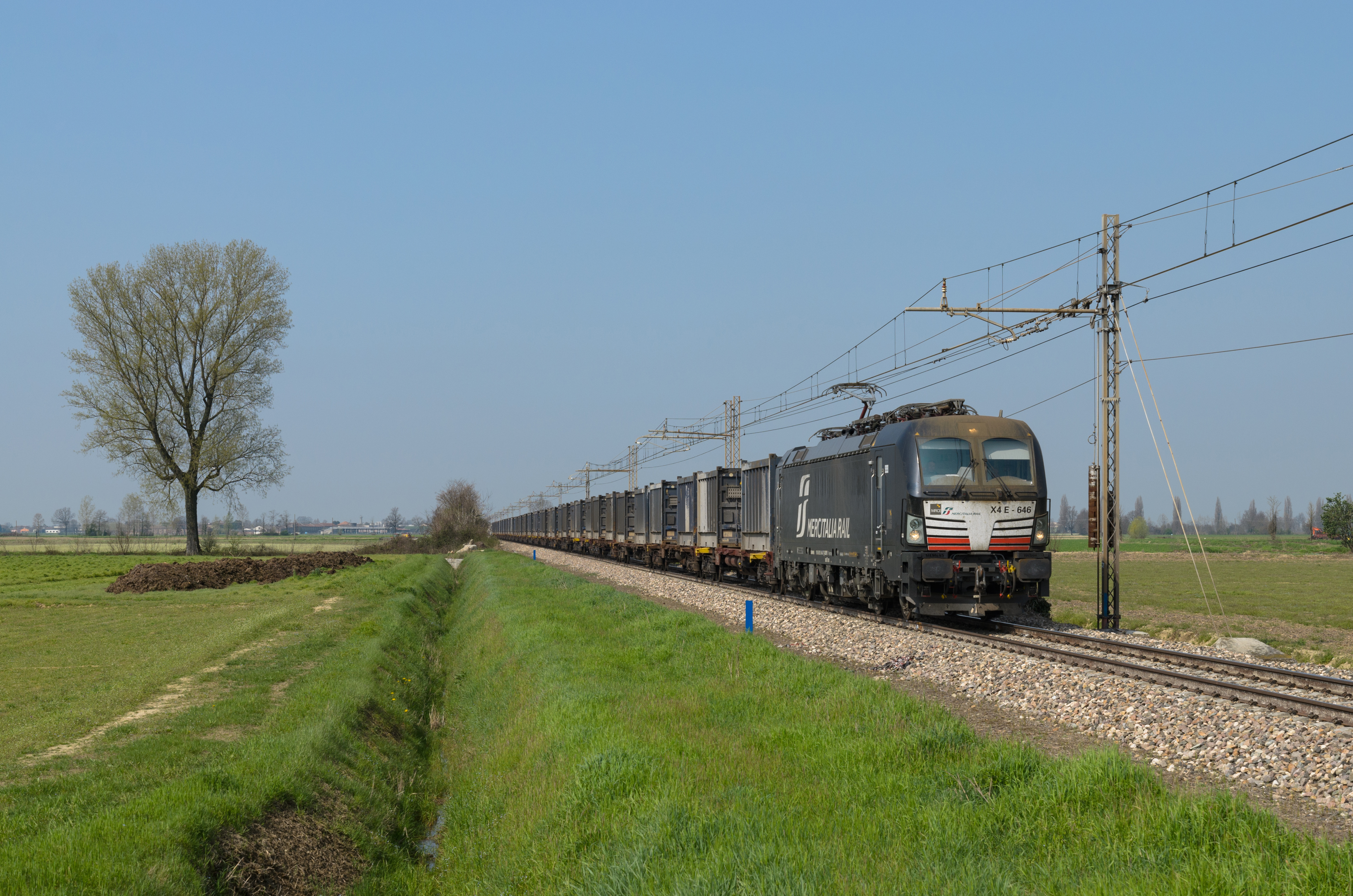
Vectron MRCE in forza a Mercitalia

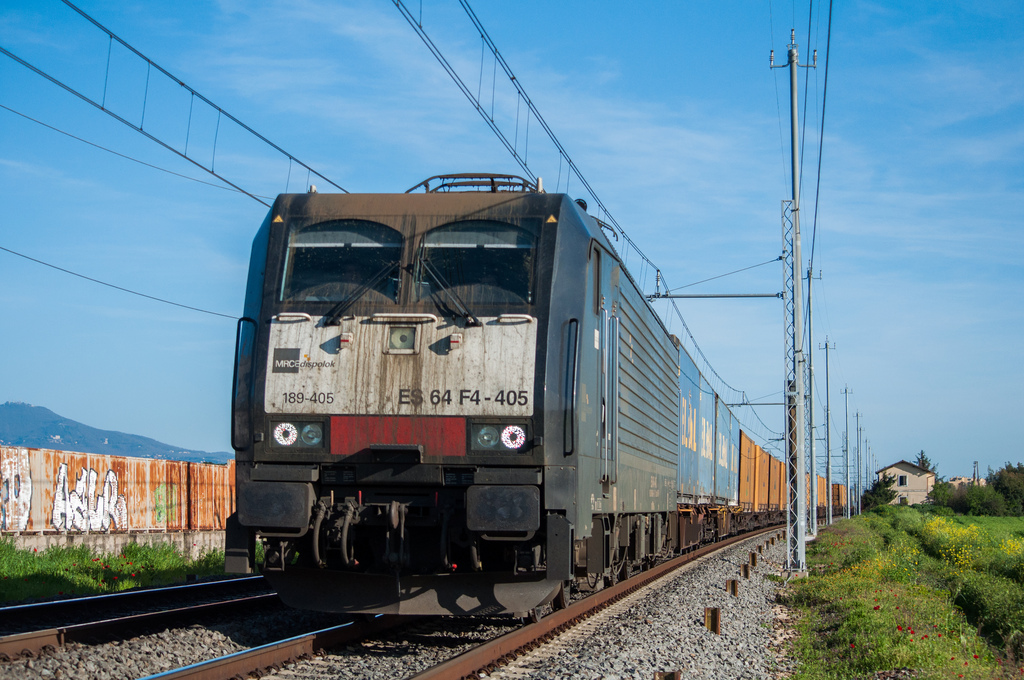
Locomotivaa E189 MRCE in forza a Oceanogate nei pressi di Capannelle alla testa di un treno merci

Locomotive di MRCE sono state noleggiate da alcune imprese di trasporto ferroviario merci italiane

### Mercitalia Rail
Mercitalia Rail azienda del gruppo Ferrovie dello Stato, che gestisce il servizio di trasporto merci convenzionale e combinato e di logistica sia in Italia sia in Europa, ha noleggiato in leasing nel 2017 da MCRE (ora Beacon) cinque locomotive Vectron denominate E.193 641-645.

### Oceanogate
Oceanogate, impresa ferroviaria italiana attiva nel trasporto merci, costituita nel 2010, che eroga servizi di trazione ferroviaria soprattutto per il trasporto dei container, movimentati nei porti del Tirreno e dell'Adriatico e destinati ai mercati del nord Italia e del centro Europa, ha nel suo parco rotabili due locomotive Siemens 189 a noleggio da MRCE Dispolock.